# CI.DE.CO
El Círculo de Comunidad, más conocido como CI.DE.CO, es un club de balonmano de Argentina que posee equipos en ambas ramas. El femenino disputa actualmente la Liga de Honor femenina, máxima categoría de la Federación Metropolitana de Balonmano, mientras que el masculino se encuentra en la Primera división FeMeBal, segunda liga en orden jerárquico de la FeMeBal.

## Actualidad
El Club CI.DE.CO se localiza en Bueras 1171 esquina Anatole France, Gerli (C.P. 1823), actualmente posee equipos de las categorías; mayores (dos tiempos de 30 minutos cada uno, pelota número 2), menores (disputan encuentros de dos tiempos de 20 minutos cada uno, pelota número 1), Cadetes (dos tiempos de 25 minutos, pelota número 1), Juveniles y Juniors (tiempos y pelota equivalentes a la de la absoluta).

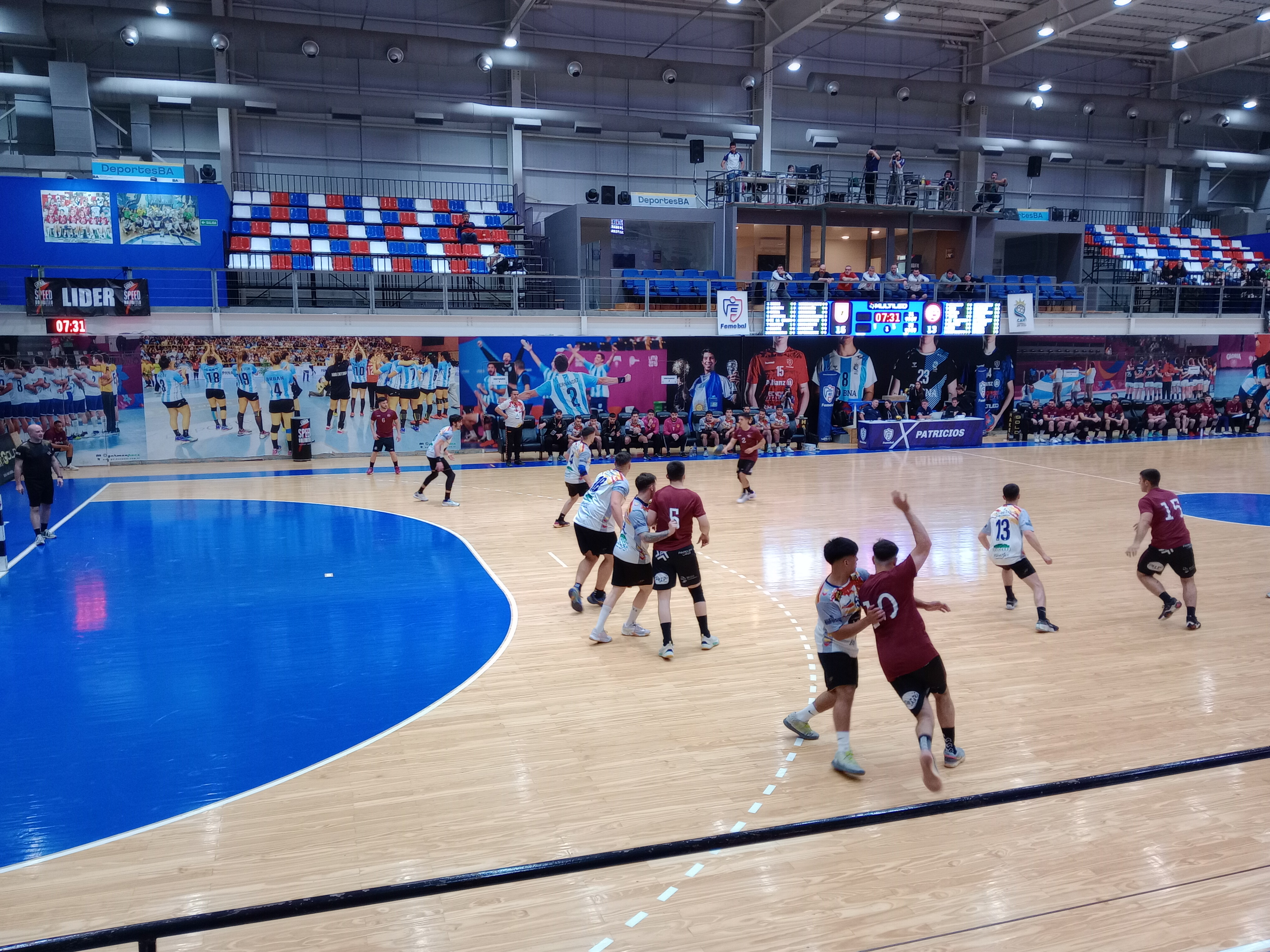
CIDECO enfrentando a Lanús por el Campeonato Metropolitano 2024

## Plantel actual
| Nacionalidad         | Jugador              | Selección |
| -------------------- | -------------------- | --------- |
| Bandera de Argentina | María José Daneri.   |           |
| Bandera de Argentina | Ivana Eliges.        |           |
| Bandera de Argentina | Xoana Iacoi .        |           |
| Bandera de Argentina | Florencia Ibarra.    |           |
| Bandera de Argentina | Sonia Meyer.         |           |
| Bandera de Argentina | Laura Müller.        |           |
| Bandera de Argentina | Leila Niño.          |           |
| Bandera de Argentina | Cecilia Sánchez.     |           |
| Bandera de Argentina | Ariadna Santa Clara. |           |
| Bandera de Argentina | Mayra Stylmaszuk.    |           |
| Bandera de Argentina | Camila Guerra.       |           |
| Bandera de Argentina | Bárbara Alonso.      |           |
| Bandera de Argentina | Florencia Sotelo     |           |
| Bandera de Argentina | Sofía Sánchez.       |           |

| Leyenda |
| ------- |

Selección absoluta de Argentina
 Xoana Iacoi.
 Leila Niño

## Palmarés
Femenino
- Campeón Nacional de Clubes, 2005 2007; 2013.
- Campeón Super 4, 2005; 2007; 2012; 2013; 2017.[12]
- Campeón Metropolitano Clausura 2006.
- Campeón Metropolitano Apertura 2007.
- Campeón Metropolitano Clausura 2007.
- Campeón Metropolitano Apertura 2010.
- Campeón Metropolitano Clausura 2013.
- Campeón Metropolitano Clausura 2014.
- Campeón Metropolitano Clausura 2016.
- Campeón Metropolitano Apertura 2017.
- Campeón Metropolitano Clausura 2017.
- Subcampeón Metropolitano Apertura, 2005; 2006; 2008; 2011; 2013; 2015.
- Subcampeón Metropolitano Clausura, 2005; 2010.
- Subcampeón Super 4, 2012; 2016.
- Subcampeón Nacional de Clubes 2017.[13]
- Tercer puesto Metropolitano 2004.
- Tercer puesto Metropolitano Clausura, 2008; 2011; 2012.
- Tercer puesto Super 4, 2008; 2010